# Греко-нидерландские отношения
Греко-нидерландские отношения — двусторонние дипломатические отношения между Грецией и Нидерландами. Обе страны установили дипломатические отношения в 1834 году. Нидерланды имеют посольство в Афинах и 12 почетных консульств в Керкире, Ираклионе, Каламате, Кавале, Патрах, Пиреях, Родосе, Самосе, Сиросе, Салониках, Волосе, и Янине. У Греции есть посольство в Гааге, и генеральное консульство в Роттердаме. Обе страны являются полноправными членами НАТО и Европейского Союза. В Нидерландах проживает около 13000 греков.

## История
Первые контакты между двумя государствами начались в середине XVII века. В 1834 году в Королевстве Греция было открыто представительство Нидерландов, которое находилось в непосредственном подчинении главы дипломатической миссии в Турции. В 1894 году дипломатический статус консульства был повышен и в Греции появился свой глава дипломатической миссии Нидерландов. Во время Второй мировой войны Греция была оккупирована итало-немецкими войсками. Греческое правительство было эвакуировано в Лондон и Нидерланды были вынуждены закрыть дипломатическое представительство в этой стране. Правительство Нидерландов в изгнании установило контакты с греческим правительством в Лондоне, а после окончания войны дипломатическая миссия вновь была открыта в Афинах.